# Geofagia
Geofagia é uma prática de comer substâncias terrestres (como argila), frequentemente para melhorar uma nutrição deficiente em minerais.
Enquanto é mais frequente em sociedades rurais ou preindustriais em mulheres grávidas, ocorre também em crianças e como um distúrbio psicológico na alimentação. Geofagia é um tipo de distúrbio conhecido como unidade de medida em impressão.
A geofagia parece ser mais predominante entre africanos e seus descendentes. Um estudo do estado de Mississippi de 1942 concluiu que
"pelo menos 25% das crianças em idade escolar habitualmente comeram terra. Adultos, embora não observados sistematicamente, também consumiram terra.  Um número de razões foram dadas:  a terra é boa para você;  ajuda as mulheres grávidas;  o gosto é bom;  é azeda como um limão;  o gosto é melhor se esfumaçado na chaminé;  e assim por diante." 
No sudeste dos Estados Unidos especialmente, a chamada "terra gostosa"  (geralmente um pó de giz, ou pó cálcico, com algum sabor) é vendida em lojas locais ou enviada a amigos e à família que não vivem mais próximos a fonte desta terra ou pó.
Geofagia foi praticada também por nativos americanos que comeriam a terra com bolotas e batatas para neutralizar alcalóides potencialmente prejudiciais.
Alguns atribuem a geofagia dos humanos como decorrência da desordem alimentar conhecida comoalotriofagia, ou alotriogeusia, por que a pessoa é compelida a ingerir substâncias não alimentares como carvão, lascas de tintas, giz, tecido, terra e outros
Há várias outras teorias, nenhuma delas totalmente aceita, para tentar explicar o hábito de animais e homens comerem terra. Uma delas atribui este costume à fome e um dos fatos que apoiam esta teoria é que na Europa Ocidental o consumo de terra era muito grande em épocas de grande escassez de alimentos.
A segunda teoria, aplicada apenas a aves, estipula que a ingestão de terra auxilia na digestão de alimentos, já que pedras presentes no solo ajudariam a moê-los no trato digestivo.
A terceira teoria aventa a possibilidade de que substâncias presentes no solo serviriam de tampão quando o alimento ingerido é muito ácido ou alcalino.
A quarta estipula que a geofagia combate diarreia, dores estomacais e vermes intestinais. O fato é que a ingestão de terra para amenizar aqueles sintomas vem sendo empregada há séculos. Alguns medicamentos atuais incorporam em suas fórmulas minerais do solo ou seus substitutos sintéticos com a mesma finalidade. Desta forma, quando tomamos tais medicamentos estamos involuntariamente praticando geofagia.
A quinta visualiza a possibilidade de que substâncias presentes no solo serviriam para neutralizar possíveis efeitos perniciosos à saúde provenientes de ingredientes tóxicos presentes no fruto ou outras partes comestíveis de certas plantas. Para apoiar esta teoria é lembrado de índios sul-americanos ao ingerirem alguns tipos de batatas-selvagens, consumiam também argilas que neutralizavam efeitos danosos de alcaloides presentes na planta. Outro exemplo é que índios da Califórnia misturavam no bolo feito de fruto do carvalho uma quantidade de argila para neutralizar o ácido tânico, amargo e tóxico.
A sexta teoria, que é a mais aceita, determina que a geofagia é um meio eficiente de se obter sais minerais necessários ao organismo e ausentes nos alimentos disponíveis. Como exemplos, animais em barreiros e mulheres grávidas ou lactantes ingerindo terra. 

## Geofagia entre os nativos das Américas
Algumas tribos de nativos eram vorazes apreciadores de terra. Para uma lista que incluía insetos crus ou assados, cobras, larvas, piolhos e alguns tipos de carne apodrecida.
Outra maneira dos humanos aprenderem quais plantas e animais eram comestíveis foi observando do que animais  se alimentavam. Alguns são herbívoros, outros carnívoros, outros onívoros (como o lobo-guará, o porco, a ema, o jabuti, etc.) e há ainda os geófagos, que se alimentam de terra, como o matapi (peixe), o jabuti, o mutum e o jacundá-coroa (peixe). Sabe-se que em algumas circunstâncias tribos eram assoladas pela fome e tentavam se alimentar do que se achava ao seu redor. Alguns estudiosos acreditam que uma das opções era a terra e com o tempo foram se acostumando com esta escolha, que passou a fazer parte do cardápio. Mesmo animais não necessariamente geófagos, às vezes ingerem terra para dela obter sais não disponíveis nas suas fontes alimentares usuais.  
Há locais na floresta chamados barreiros, resultantes de antigos depósitos de sal-gema, onde se pode observar uma grande variedade de animais chafurdando o barro. Lado a lado esta a onça, o veado, a capivara, diversos pássaros, todos em busca do cloreto de sódio e outros sais. Na América do Norte este comportamento dos animais pode ser observado em várias regiões e animais como o bisão, alce, urso, coelho, esquilo, marmota e vários tipos de pássaros, além de animais domesticados como boi, ovelha e porcos. Os índios ficavam de tocaia nestes locais à espera de caça. Possivelmente observaram os animais ingerindo o barro e, consequentemente, fizeram o mesmo. Supostamente alguns gostaram e o incluíram em suas dietas. Vaqueiros do sudeste brasileiro chamavam a estes lugares de lambedor, uma vez que o gado lambe a terra. Com a chuva, formam-se lagoas salinas de onde o sertanejo extraia o sal.
Algumas tribos levavam o barro para suas aldeias, onde a usavam para fazer sopa de argila acrescida de pirarucu e mandioca. Os Tupinambá do Maranhão faziam bolas de terra e a ingeriam como se fosse algum fruto. Além de barro, ingeriam terra de cupinzeiros, areias e outros tipos de solos
Algumas nações de nativos venezuelanos tinham o costume de ingerir terra e muitos europeus acreditavam que não ficavam doentes porque também ingeriam gordura de jacaré.
Os Otomaco, da Venezuela, na época de escassez de pesca alimentavam-se majoritariamente de terra. Faziam provisões de bolinhos de terra, cada um com cerca de 10 centímetros de diâmetro, amontoados em forma de pirâmide com cerca de um metro de altura. Os bolinhos eram levemente assados e com isso obtinham uma crosta endurecida. Depois eram levemente umedecidos para serem comidos e aqueles índios chegavam a passar dois meses tendo em sua dieta apenas os bolinhos de terra. Quando a estação de pesca voltava, eles raspavam a crosta dos bolinhos e a adicionavam ao peixe para ingeri-lo. Indianistas, missionários e outras fontes atestaram que a saúde dos Otomaco era perfeita e nada indicava que a ingestão de terra provocava algum tipo de distúrbio  .
A ingestão de terra pelos Otomaco ocorria também durante um jogo com bola. Doze participantes de cada lado deveriam receber e rebater com o ombro direito a bola feita de borracha e, à medida que jogavam, iam comendo punhados de terra.
Os Otomaco faziam um singular pão de terra. Amassavam em forma de bola a argila ou barro especial que, devido à contínua ação da água, se achava deteriorado. A bola era colocada dentro de covas feitas à beira do rio.  No centro da massa enterravam os grãos de milho, outros cereais ou frutas. Dias depois, quando o que fora incorporado estava fermentado, retiravam o conjunto, colocavam em um recipiente e o amassavam novamente, adicionando um pouco de água. Tudo era passado em coador bem fino e recolhido em outro recipiente. A mistura era deixada em repouso e a terra e o amido decantavam. A água clara que ficara acima era misturada com gordura de tartaruga ou jacaré e tudo era adicionado à parte decantada e o conjunto mais uma vez amassado.  Pães arredondados eram feitos com a massa e assados, resultando em uma textura macia. Quando não havia gordura os pães eram feitos apenas com a parte decantadas, mas depois de assados ficavam duros.
Os Atsugewi da Califórnia faziam pães e biscoitos com massa de amêndoa de bolota (castanha do carvalho), água e terra. Eles eram envoltos em folhas de girassol e assados a noite toda em fornos de terra. Eram itens muitas vezes presentes em expedições de caça.
Índias ceramistas das margens do rio Magdalena, na Colômbia, comiam a argila que estava sendo usada para fazer potes e cuias. No Peru os nativos ingeriam a cal misturada com folhas de coca e era comum que os índios mensageiros levassem em suas viagens apenas este alimento. Os Guajiroe do Rio Hacha comiam a cal pura, sem nenhum acompanhamento.
Tribos dos Andes, como os Quetchus, mergulhavam os alimentos em água com argila dissolvida antes de ingeri-los, alegando que este procedimento evitaria dores estomacais, disenteria e infecções alimentares. O resgate de prisioneiros era pago com argila e não com prata. Quando o Império Inca desintegrou-se, grupos fugiram para os Andes levando consigo não os tesouros em metais preciosos e sim lotes de argilas. A argila era tão importante para os índios que ela era seca e transportada para todo lugar que eles se dirigiam. Além de alimento, a argila era também usada como máscara pelos guerreiros, para pintar o corpo em danças cerimoniais e também para cobrir o corpo de mensageiros exaustos, aliviando-os da exaustão. Imersão na argila era prática comum para relaxamento corporal.
Em Quito, os nativos de Tigua bebiam com água uma argila muito fina misturada à areia quartzosa que dava a aparência leitosa ao líquido e o nome dado à bebida era leite de argila. 
Algumas tribos do Alto Xingu como os Nahuquá, os Mehinaku e os Aueto buscavam para beber água de charcos lodosos e barrentos ou de canais de água parada. Em algumas tribos era costume usar argila como acompanhamento para pratos de mandioca e peixe como o pirarucu. Alguns sertanistas relataram que durante a marcha pela floresta alguns guias indígenas paravam ao lado de cupinzeiros e deles removiam pedaços para comer. A argila cinza-esverdeada era a preferida por vários grupos de nativos. Os Txukahamãi, que habitavam as regiões dos rios Xingu e Jarina, não gostavam de barro como a tabatinga, mas adoravam terra saibrosa, encontrada em cupinzeiros. De um modo geral, todo tipo de terra era ingerido pelos índios, incluída entre elas a areia da praia .
Os Bororós bebiam água misturada com uma terra branca e os Mehinaku e os Bakairi de Mato Grosso preferiam para beber a água lodosa e barrenta. Meninos nativos do rio Negro mergulhavam em lagos e rios para comer o barro depositado no fundo, acreditando que ele curaria a febre. Constatou-se que índios atacados de verminoses e malária, apresentando problemas no fígado e baço, mesmo assim apresentavam quantidade satisfatória de hemoglobina no sangue, o que foi atribuído ao costume de ingerir terra com alta concentração de óxido de ferro e manganês. Estes dois óxidos fazem parte de medicamentos receitados a portadores das duas moléstias e os índios intistivamente as combatiam ingerindo terra . Mesmo após entrarem em contato com missionários, as paredes de barro dos edifícios das missões tinham que ser reformadas três vezes por ano, visto que os índios as comiam. Nem os vasilhames de barro escapavam.
Embora a ingestão de terra fosse comum entre os índios, alguns viajantes europeus às vezes associavam erroneamente este hábito como um ato de suicídio.   Algumas tribos de índios norte-americanos ingeriam argila pura ou em combinação com outros alimentos, como batatas selvagens para minimizar o sabor acre deste vegetal.             